# 패티 라벨
패티 라벨(영어: Patti LaBelle 패티 러벨[*], 1944년 5월 24일 ~ )은 미국의 가수, 싱어송라이터, 배우이다.
현대 음악의 어머니로, R&B와 솔 음악의 전설적인 인물로서 두 개의 그룹을 이끌었고 이후 1970년대 후반에는 솔로 가수로 성공을 거두었다. 이때 여자 가수들의 새로운 세대들에게 영향을 주었다. 그녀는 강하고 고옥타브 대역의 목소리로 알려져 있다. 그녀는 아레사 프랭클린과 비교되는 일이 많은데 두 가수가 4옥타브 레까지의 흉성음을 소화한다는 점에서 비슷한 성향의 보컬이기 때문이다. 그녀의 전기 "Don't Block the Blessings,"은 몇 주간 뉴욕 타임스의 베스트셀러 목록에 올라 있었다. 게다가 그녀는 베스트셀러가 된 요리책의 저자이기도 하다. 그녀는 VH1, 조지 마틴, 잡지 《롤링 스톤》을 포함한 음반계에서 전 시기를 통틀어 가장 위대한 가수 중 하나라는 평을 듣고 있다. 현재까지 그녀가 보여준 가장 높았던 고음은 D6(4옥타브 레)이다. 팝스타 머라이어 캐리 또한 고음역대를 소화하기로 유명한데 머라이어 캐리는 Whistle 발성(초두성)인 반면, 패티 라벨은 흉성 발성에서의 고음이라는 점에서 차이가 있다.
영화 《물랑 루즈》에 나오는 노래 〈Lady Marmalade〉는 패티 라벨이 1974년에 발표했던 곡으로서, 이 영화에서는 크리스티나 아길레라, 릴킴, 마야, 핑크가 불렀다.
1996년도에 버클리 음악 대학에서 명예 박사 학위를 수여받았다.